# Kajoran (Kajoran)
Kajoran is een bestuurslaag in het regentschap Magelang van de provincie Midden-Java, Indonesië. Kajoran telt 3464 inwoners (volkstelling 2010).